# Digital kultur
Digital kultur begrebet dækker over den kultur eller kulturer, der eksisterer gennem digitale eller online medier.
Digital kultur omhandler vigtige kulturelle og sociale fænomener relateret til brugen af internet og informationsteknologien i hverdagslivet.